# 高石胜男
高石胜男（日语：／ Takaishi Katsuo，1906年10月14日—1966年4月13日）是一名日本男子游泳运动员。他在1928年阿姆斯特丹夏季奥林匹克运动会中，参加了男子游泳比赛并获得男子4x200米自由泳接力银牌。